# Мали на летних Олимпийских играх 2004
Мали принимала участие в Летних Олимпийских играх 2004 года в Афинах (Греция) в десятый раз за свою историю, но не завоевала ни одной медали. Сборную страны представляли 23 спортсмена, в том числе 2 женщины. На церемонии открытия флаг Мали несла легкоатлетка Кадиату Камара.

## Виды спорта
- Футбол: в групповом отборочном туре сборная Мали оказалась в Группе A, где сыграла с командами Мексики (вничью), Южной Кореи (вничью) и выиграла у Греции. В четвертьфинале проиграла команде Италии и заняла в итоге 5 место.
  - Вратари сборной: Фусейни Тангара, Шейк Батили, Сумбейла Диаките
  - Нападающие: Тенема НДиаэ, Седонуде Абута, Драман Траоре, Мамаду Диалло
  - Тренер: Шейк Умар Коне
- Дзюдо: Бурама Марико (вес до 73 кг)
- Плавание:
  - Давид Кейта — 50 м вольным стилем (мужчины): 79 место
  - Мариам Полинн Кейта — 100 метров брассом (женщины): 46 место
- Лёгкая атлетика
  - Бег с барьерами (мужчины)
  - Кадиату Камара — бег на 200 м (женщины)